# Aiffres
Aiffres település Franciaországban, Deux-Sèvres megyében. Lakosainak száma 5423 fő (2022. január 1.). Aiffres Niort, Fors, Prahecq, Saint-Martin-de-Bernegoue, Saint-Symphorien és Vouillé községekkel határos.

## Népesség
A település népességének változása:
| Lakosok száma | 5450 | 5523 | 5715 | 5506 | 5432 | 5396 | 5359 | 5377 | 5423 |
|               | 2013 | 2015 | 2016 | 2017 | 2018 | 2019 | 2020 | 2021 | 2022 |